# Mesotype infuscata
Mesotype infuscata är en fjärilsart som beskrevs av Heydemann 1938. Mesotype infuscata ingår i släktet Mesotype och familjen mätare. Inga underarter finns listade i Catalogue of Life.